# Gelmini von Kreutzhof

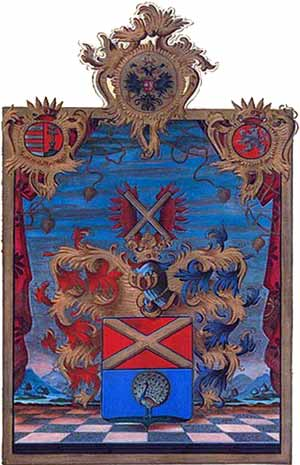
Wappen des Adelsgeschlechts Gelmini von Kreutzhof

Gelmini von Kreutzhof, andere Schreibweisen von Gelmini (Edle) zu Kreutzhof, italienisch de Gelmini, ist der Name eines 1788 geadelten Südtiroler Briefadelsgeschlechts.

## Name
Der Name Gelmini, auch in den Abwandlungen Gelmetti, Gelmi, Gelmo, Gilmozzi, Guelmi e Vielmetti und Vielmi, leitet sich von dem im Mittelalter italienisierten Namen Wilhelm (Guglielmo, Gelmino, Gelmo) ab. In Urkunden tauchte der Name in dieser Schreibweise erstmals im 12. Jahrhundert in Braone und in der Val Camonica (beide Provinz Brescia) auf. 1584 erscheinen urkundlich die Brüder Giacomo und Giovanni Battista Gelmini in Trient, die dort seit 1582 das Bürgerrecht hatten, aber nicht mit dem Adelsgeschlecht verwandt sind. Sie stammten aus Sabbio Chiese (heute Ortsteil von Vobarno, Provinz Brescia) in der Val Trompia.

## Ursprung des Adelsgeschlechtes

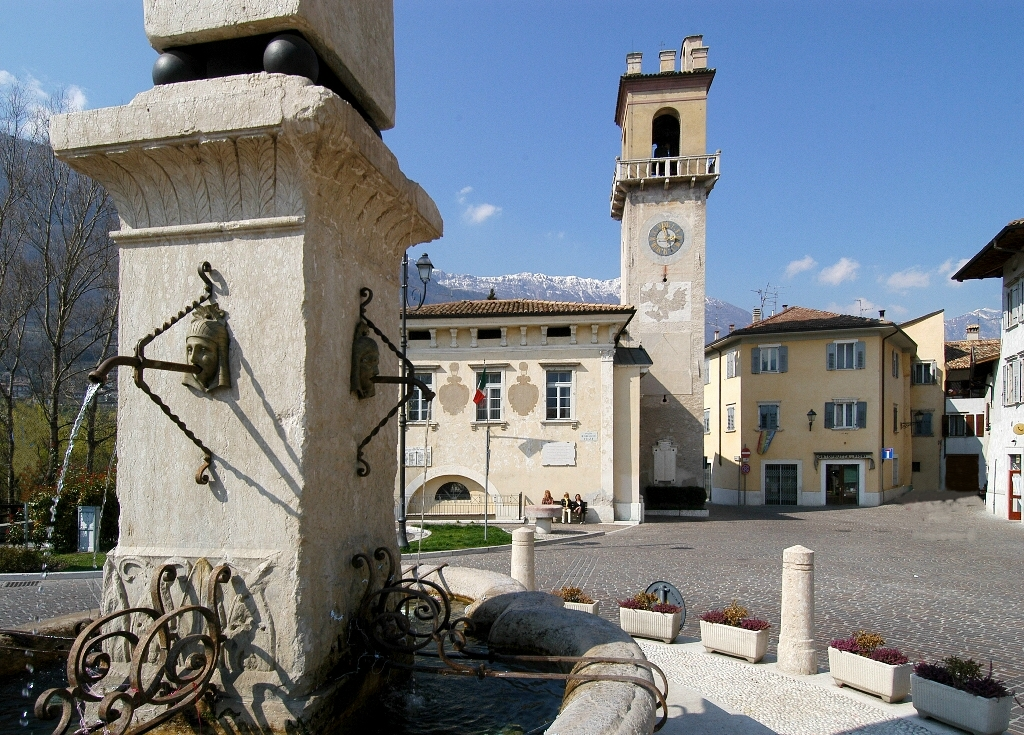
Kapelle San Nicolo der Flößer in Borgo Sacco

Vorfahren des später geadelten Geschlechts wurden 1522 erstmals urkundlich erwähnt. Die Niederlassung in der Grafschaft Tirol dürfte in die kurzzeitige venezianische Herrschaft in den südlichen Gerichten im 15. Jahrhundert fallen. Sie waren Bürger von Borgo Sacco, heute Ortsteil von Rovereto an der Etsch im damaligen Welschtirol. Sie besaßen nach einer Bekanntmachung von 1787 bereits seit 160 Jahren das dortige Bürgerrecht und waren mit dem immerwährenden Monopol der Flößerei in Binnengewässern von Tirol beliehen. Die Etsch war ab Branzoll in Richtung Verona schiffbar und das Hauptexportgut auf diesem Weg war Holz, das Importgut Getreide. Das Holz wurde zum Großteil nach Venedig verschickt, welches aufgrund seiner Lage selbst keinen Baumbestand hatte, jedoch große Mengen Bauholz für Gebäude und vor allem Schiffe benötigte. Baumstämme wurden zu Flößen zusammengebunden und mit anderen Waren beladen, die Etsch abwärts geschickt. Den „Holzkaufluten und Guetfertigern“ (Holzkaufleuten und Güterabfertigern) zu Sacco war 1584 von Ferdinand II. (Tirol) ein entsprechendes Monopol gewährt worden, das erst 1806 unter bayerischer Herrschaft aufgehoben wurde.

## Die geadelte Familie
Die Brüder Franz Joseph (1720–1794) und Johann Peter Gelmini (1723–1797), Bürger von Sacco, wurden am 12. April 1788 durch Kaiser Joseph II. mit dem Prädikat von Kreutzhof in den Erbländisch-österreichischen Adelsstand erhoben. Beide hatten schon eine adelige Großmutter, Margherita von Fontana († 1712). Franz heiratete Elisabetta Baroni von Cavalcabò (sie hatten keine männlichen Nachkommen), Johann Peter war in zweiter Ehe mit Maria Ursula Hafner von Puechegg und Peintner verheiratet. Ihre Nachfahren nannten bzw. nennen sich von Gelmini (Edle) zu Kreutzhof.
Johanns Sohn Anton (1771–1845), getauft am 12. November 1771 in Branzoll als Antonius Maria Martinus, wurde Rechtsanwalt und heiratete Ursula von An der Lan (1781–1835), aus einer in Salurn begüterten alten Adelsfamilie, der auch Hartmann von An der Lan-Hochbrunn entstammt. Deren Söhne Andreas (1811–1845) und Quintilian Anton (1823–1902) wurden Stammväter zweier dort durch Generationen ansässiger Linien der Familie, die Gutsbesitzer, Seidenraupenzüchter und Weinhändler in Salurn waren. Viele Familienmitglieder erwarben Ansehen durch ihr ehrenamtliches Engagement für Anliegen der Gemeinde, des Genossenschaftswesens und der Kirchengemeinde.
Antons älterer Sohn Andreas heiratete Paulina Maria Nikolini aus Brixen, über deren Mutter Antonie Baronesse Partini von Neuhoff dieser Familienzweig mit älteren Südtiroler Adelsgeschlechtern verwandt ist. Cäsar von Gelmini (* 1858) heiratete Maria von Aufschnaiter und war Weinhändler und Grundbesitzer in Salurn. Andreas’ jüngerer Sohn Ferdinand (1867–1935), letzter Deutschsüdtiroler Bürgermeister von Salurn, heiratete die Gutsbesitzerstochter Stefania Brachetti aus Ala (Trentino), eine Verwandte des Fürstbischofs Johann Nepomuk von Tschiderer. Antons jüngerer Sohn Quintilian Anton heiratete Livia Marguerita von Vilas. Deren Sohn war der Rechtsanwalt Maximilian Emanuel von Gelmini, den dessen Sohn Walther beerbte.
Heute leben Nachfahren beider Linien in Bozen, Eppan, Italien, Österreich und Deutschland, jedoch nicht mehr in Salurn. In Salurn erinnern an die Familie zwei große Familiengräber, die M. von Gelmini-Straße und eine Gedenktafel für Max von Gelmini am Friedhof sowie der Ansitz Gelmini und der Herrenhof (ehem. „Pfleghaus“), Elternhaus der Musikerin und Schriftstellerin Hortense von Gelmini.

## Besitzungen

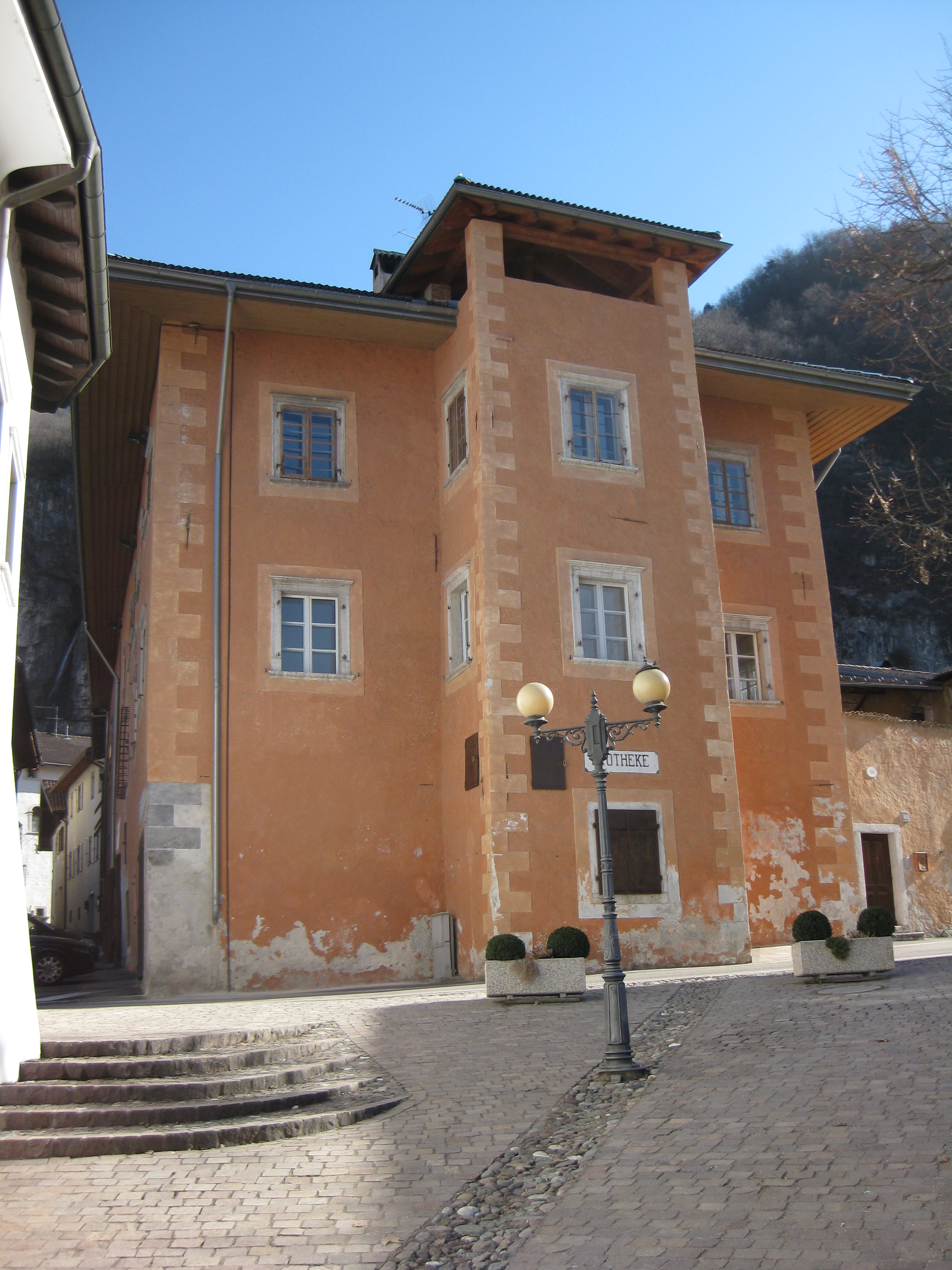
Ansitz Anderlan, Salurn

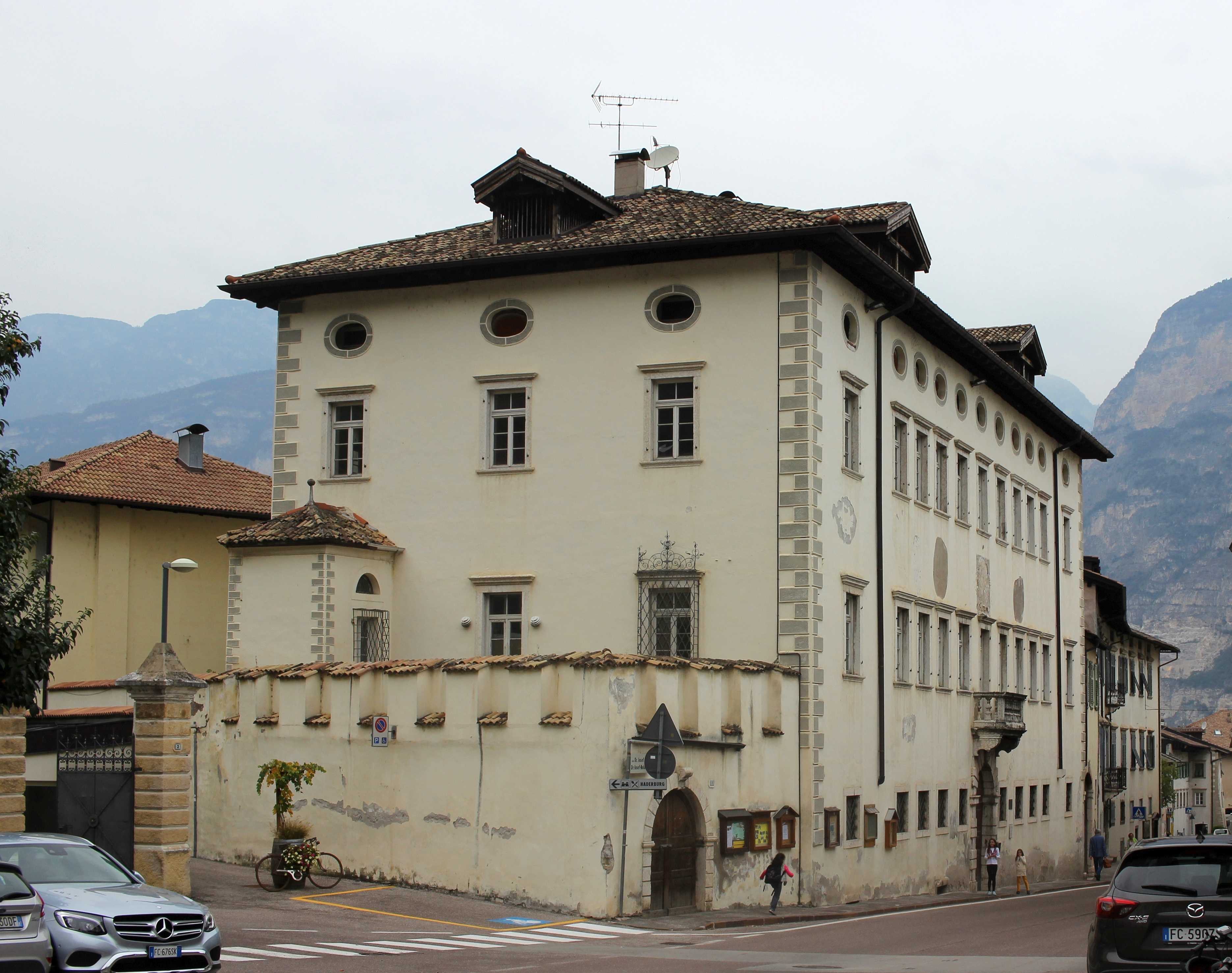
Ansitz Pfleghaus, Salurn

Familiensitz der Adelsfamilie war zunächst der 1817 aufgrund Einheirat erworbene alte Ansitz An der Lan. Rechtsanwalt Anton von Gelmini, der auch die einträgliche Posthalterei in Salurn gepachtet hatte, erwarb zusätzlich 1836 sämtliche Salurner Besitzungen der Witwe Marina von Bossi-Fedrigotti, geb. von Cosmi. Dieser Kauf erlaubte der Familie eine Differenzierung der wirtschaftlichen Tätigkeiten, die sich bis dahin ausschließlich auf die Koordination und die Kontrolle des Fracht- und Speditionshandels zwischen Bozen und Verona auf der Etsch bezogen. In das Portfolio wurden nun neue Aktivitäten wie die Landwirtschaft, die Seidenraupenzucht und der Handel mit Wein aufgenommen. Anton von Gelmini war der größte Investor in die Trockenlegung und Erschließung des Sumpflandes der Etsch und betrieb die größte örtliche Seidenspinnerei. Die umfangreichen Besitzungen wurden zwischen seinen Söhnen Andreas und Quintilian (nach einer Familienüberlieferung durch Ziehen von Streichhölzern) aufgeteilt:
Andreas erhielt u. a. den Ansitz An der Lan. Sein jüngerer Sohn, der Bürgermeister von Salurn, Ferdinand (1861–1935), der weiter in die Trockenlegung von Sumpfland investierte, lebte in der 1. Hälfte des 20. Jahrhunderts mit seiner sehr zahlreichen Familie im stattlichen Herrenhof (ehemaliges „Pfleghaus“, d. h. Gerichtssitz, zuvor 1550 „Schnatterlehof“) mit seinen 83 Räumen, erbaut in der ersten Hälfte des 17. Jahrhunderts durch den Gerichtspfleger Zacharias von An der Lan (heute Dr. Josef-Noldin-Str. 1). Am Torbogen des dazugehörigen Nebengebäudes befindet sich noch das Familienwappen der Gelmini. Aufgrund einer Erbauseinandersetzung wurde das Gebäude Anfang der siebziger Jahre veräußert. Andreas’ älterer Sohn, der Bürgermeister und Spitalvater von Salurn, Weinhändler und Grundbesitzer Cäsar von Gelmini (1858–1948) und seine Nachkommen, die sich teilweise de Gelmini nennen, besaßen in Salurn einen weiteren Ansitz.
Quintilian Anton von Gelmini erhielt den sog. Ansitz Gelmini, Schillerstraße 2, erbaut in der 1. Hälfte des 17. Jahrhunderts und den Ansitz Dornach bei Salurn, wo sich noch ein Familienwappen befindet. Als er im Jahre 1902 starb, erbte der Sohn Max von Gelmini zu Kreutzhof, Rechtsanwalt und Zolleinnehmer von Salurn, Gründer der größten Seidenspinnerei des Ortes und der Raiffeisenkasse Salurn, die Ansitze Gelmini und „Dornach“. Er ließ „Terrassen-Weinberge“ anlegen.
Sein Sohn und Erbe Walther von Gelmini engagierte sich u. a. für den Bau des Oratoriums von Salurn. Der Ansitz Gelmini ist heute Sitz der „Werkstätten für Menschen mit Behinderung“, den Ansitz Dornach erbte die mit den Gelmini verwandte Familie der Barone von Hausmann, deren Nachkommen das Weingut bis heute betreiben.

## Politische Rolle

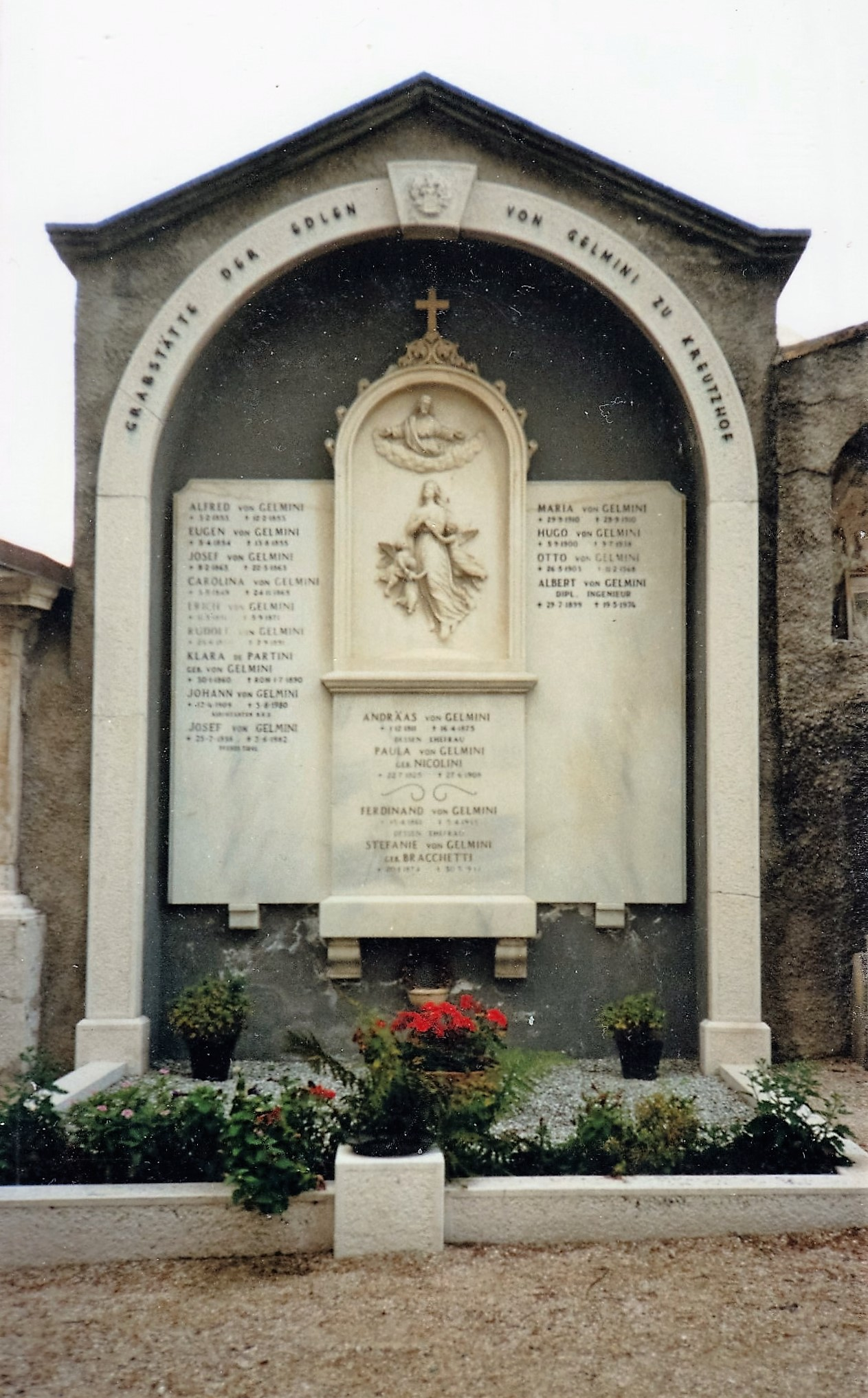
Familiengrab der Gelmini von Kreutzhof auf dem Friedhof Salurn

Besitzungen und Familienmitglieder in Salurn litten im 20. Jahrhundert durch die Wirren der Südtirolfrage. Ferdinand von Gelmini (1861–1935), der letzte deutsch-südtiroler Bürgermeister von Salurn, wurde (1922) seines Amtes enthoben, „weil er sich auf den Dienstzetteln noch des (von der italienischen Regierung unter Mussolini verbotenen) Namens“Südtirol„bediente“. Sein Gutsbesitz wurde aus politischen Gründen zwangsverwaltet. Er gründete mit seinen Söhnen ein Import-Exportunternehmen u. a. für Traubensaftextrakt, das dann unter den Auswirkungen des Zweiten Weltkriegs litt. Seine Tochter Berta von Gelmini (geboren 1907) war Ende der 20er Jahre eine der Frauen, die – der Initiative des Salurners Josef Noldin folgend – Hausunterricht in deutscher Sprache erteilten, sog. Katakombenschule. Sie „wurde deshalb auf der Straße geohrfeigt und kam, weil sie die Anzeige machte, in den Kerker“. Inzwischen verheiratet mit Albert Relleke, wurde sie 1986 mit der Verdienstmedaille des Landes Tirol ausgezeichnet. Zwei ihrer Brüder wurden – was sie an beruflicher Tätigkeit hinderte – staatenlos, ein Bruder, Commendatore Johannes-Anton von Gelmini Edler zu Kreutzhof (1909–1980), ausgebildet im Kloster Neustift und Leiter des Wein- und Getränke-Großhandelsbetriebes, entschloss sich, auch aufgrund von Schikanen bei der Option in Südtirol, zur Auswanderung in die deutsche Heimat seiner Frau und erwarb das Hofgut Brandenburg in Kirchzarten bei Freiburg im Breisgau. Er ist der Vater von Hortense von Gelmini.
Der Präsident des Landtags und spätere Südtiroler Landeshauptmann Silvius Magnago schrieb am 12. Juli 1954 in Salurn in einer „Erklärung“:
„Die Familie Ferdinand von Gelmini ist in Südtirol uransässig und seit Jahrhunderten in Salurn, dem letzten deutschen Ort von Südtirol wohnhaft. Der Vater Ferdinand von Gelmini war Grossgrundbesitzer und reich begütert. Die Familie betreibt seit 1857 eine Weingrosskellerei auf ihrem ausgedehnten und weiträumigen Besitz. Der Vater war der letzte deutsche Bürgermeister in Salurn und hat das Amt hochgeachtet und geschätzt in der Bevölkerung ausgeübt. Die Familie steht im ganzen Lande Tirol in sehr hohem Ansehen. Als volksdeutscher Mann war Ferdinand von Gelmini stark exponiert. Seine Verdienste fanden Würdigung im Buch von Universitätsprofessor Dr. Eduard Reut-Nicolussi über den Kampf in Südtirol. Die Familie hat zu allen Zeiten, vor allem die zahlreiche männliche Familie in den beiden Weltkriegen, ungeheure, grosse Opfer für das deutsche Volkstum gebracht. Durch die politischen Verhältnisse verlor die Familie einen Grossteil ihres Vermögens. In den dreissiger Jahren wurde die Tochter Berta als deutsche Lehrerin, weil sie deutschen Unterricht gab, eingekerkert. Infolge der Option für Deutschland 1940 haben drei Angehörige bis heute die italienische Staatsangehörigkeit nicht zurückerhalten. In Würdigung ihrer Haltung ist die Familie im südlichsten deutschsprachigen Ort Südtirols eines der letzten Bollwerke des deutschen Volkstums und bei allen Dingen, die das deutsche Volkstum hier im Lande angehen, blicken die deutschsprachigen Menschen auf die Familie von Gelmini als Vorbild des schwer ringenden deutschen Volkstums Südtirols.“

## Wappen
Geteilt oben in rot ein goldenes Andreaskreuz, unten in Blau auf goldenem Boden ein radschlagender natürlicher Pfau; auf dem Helm mit rechts rot-goldenen, links blau-goldenen Decken das Andreaskreuz zwischen offenem rechten Fluge.

## Persönlichkeiten

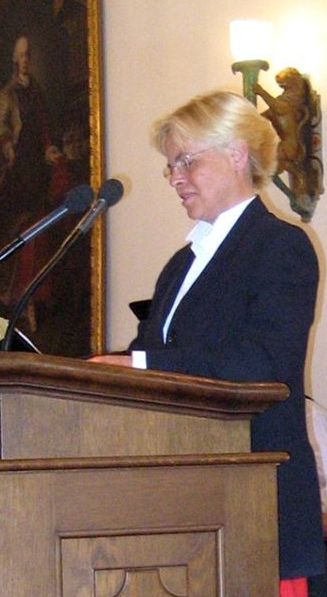
Hortense von Gelmini, Auszeichnung der Stiftung Pro Europa 2007

- Andreas (André) Josef von Gelmini (* 1. Dezember 1811; † 20. Juli 1875), 1849/50 Bürgermeister von Salurn, Gutsbesitzer
- Anton von Gelmini (* 1823; † 1902), Rechtsanwalt und Gutsbesitzer
- Cäsar von Gelmini (* 6. September 1858; † 3. Januar 1944), Weinhändler, 1895 Bürgermeister und Spitalvater von Salurn
- Max von Gelmini (* 25. Februar 1865; † 21. April 1938), Dr. iur., Rechtsanwalt, Bürgermeister von Salurn, Namensgeber einer Straße in Salurn und Gründer der Raiffeisenkasse Salurn[14]
- Ferdinand von Gelmini (* 15. April 1867; † 5. April 1935), Bürgermeister von Salurn, Gutsbesitzer
- Berta von Gelmini, verh. Rellecke (* 25. März 1907), Trägerin der Verdienstmedaille des Landes Tirol[15]
- Wolfgang de Gelmini (* 18. Juni 1926; † 14. Januar 1993), Filmkomponist, Musikalischer Leiter der Staatlichen Schauspielbühnen Berlin
- Hortense von Gelmini (* 14. April 1947 in Bozen, Kindheit in Salurn), deutsche Musikerin, Malerin und Schriftstellerin
- Florian de Gelmini (* 1976 in Berlin), deutsch-italienischer Komponist von Filmmusik, Sohn von Wolfgang de Gelmini
- Caspar de Gelmini (* 1980 in Berlin), deutsch-italienischer Komponist zeitgenössischer, klassischer Musik